# Rosa stellata
Rosa stellata (шипшина пустельна) — вид рослин з родини розових (Rosaceae); поширений у Аризоні, Нью-Мексико й Техасі (США).

## Опис
Кущ, утворює густі низькі зарості. Стебла прямовисні рідко дугоподібні, 2.5–8(15) дм; дистальні гілки щільно запушені як правило, зі зоряними волосками, рідко без них, рідко голі; підприлисткові колючки парні або поодинокі, прямовисні, рідко зігнуті, 10–13 × 2.5–6 мм, іноді з коротшими міжвузловими колючками. Листки 2–3 см; прилистки 4–8 × 1–2 мм, краї ± цілі, поверхні голі або запушені; листочків 3–5, ніжки 0.5–2 мм, пластинки оберненояйцюваті або дельтовиді, 8–18 × 5–13 мм, поля широко 1- або, рідко, багатокрилатні, іноді 1-пильчасті, залозисті, верхівка гостра або закруглена, низ запушений, рідко голий, верх від тьмяного до блискучого, голий або запушений. Суцвіття 1(або 2)-квіткові. Квітки діаметром 4–5 см; чашолистки прямовисні, 12–20 × 4–5 мм, кінчик 3–5 × 1–2 мм; пелюстки рожеві або темно-рожеві, 15–25 × 14–25 мм; тичинок 175. Плоди шипшини тьмяно-червоні, широко субкулясті або куполоподібні, 7–13(18) × (7)9–16(18) мм. Сім'янки 10–15, темні, 3.5–4.5 × 2 мм.
Період цвітіння: квітень — вересень.

## Поширення
Ендемік півдня США — Нью-Мексико, Аризона, західний Техас.
Висота зростання: 500–2300 м.